# Isocrita
Isocrita is een geslacht van vlinders van de familie sikkelmotten (Oecophoridae).

## Soorten
- I. eremasta Meyrick, 1914
- I. ithydoxa Meyrick, 1920
- I. phlyctidopa Meyrick, 1921
- I. protophanes Meyrick, 1927
- I. psalactis Meyrick, 1912
- I. stolarcha Meyrick, 1909